# Засько, Константин Тимофеевич
Константин Тимофеевич Засько (18 декабря 1925, Черейский район, Борисовский округ, Белорусская ССР — 28 апреля 1993, Донецк, Украина) — бригадир комплексной бригады плотников-монтажников строительного управления № 15 треста «Сталиншахтострой» Министерства строительства предприятий угольной промышленности Украинской ССР, Сталинская область. Герой Социалистического Труда (1957).

## Биография
Родился в 1925 году в крестьянской семье в одном из населённых пунктов Черейского района. В послевоенное время — плотник строительного управления № 15 треста «Сталиншахтострой». Позднее был назначен бригадиром плотников-монтажников.
Бригада под его руководством досрочно выполнила коллективное социалистическое обязательство и плановые задания Пятой пятилетки (1951—1955). Указом Президиума Верховного Совета СССР от 26 апреля 1957 года удостоен звания Героя Социалистического Труда за «выдающиеся успехи в деле строительства предприятий угольной промышленности» с вручением ордена Ленина и золотой медали «Серп и Молот» (№ 7712).
Этим же указом званием Героя Социалистического Труда были награждены управляющий трестом «Сталиншахтострой» Дмитрий Степанович Прокопьев, бригадиры треста Александр Александрович Иванов, Дмитрий Сергеевич Луговой, Парфирий Матвеевич Межерич, Григорий Ильич Павлюченко и Фёдор Дмитриевич Пичкарёв. 
После выхода на пенсию проживал в Донецке. Умер в апреле 1993 года.